# Harry Yount
Harry Yount (Contea di Susquehanna, 16 marzo 1839 – Wheatland, 6 maggio 1924) è stato un militare, esploratore, trapper e cercatore statunitense, impiegato stagionale del Dipartimento degli Interni degli Stati Uniti d'America e il primo guardacaccia del Parco nazionale di Yellowstone.
Horace Albright, secondo direttore del Servizio dei Parchi nazionali, lo definì "il padre del servizio dei ranger, nonché il primo ranger dei parchi nazionali".
Fu soprannominato "Harry Yount delle Montagne Rocciose" ("Rocky Mountain Harry Yount").

## Storia familiare
Gli antenati di Harry Yount, Hans George Jundt e Anna Marie Jundt, arrivarono a Filadelfia nel 1731, immigranti dall'Alsazia-Lorena. Uno dei loro figli, Andrew Yount, seguì nel 1751, e si trasferi più tardi nella Contea di Randolph (Carolina del Nord). Andrew era un quacchero, come lo furono i suoi figli, compreso John Yount, il nonno paterno di Harry. I genitori di Harry furono David Yount (1795–1881) e Catherine Shell Yount. Con molti membri di altre famiglie quacchere, emigrarono dalla Carolina del Nord al Missouri negli anni 1830.
Lo zio di Harry, George C. Yount, fu un trapper ed esploratore che si trasferì ancora dal Missouri a Santa Fe e poi in California. Negli anni 1830, diventò il primo cittadino degli Stati Uniti a stabilirsi nella Napa Valley in California, allora territorio messicano. La città di Yountville (California) prende nome da lui. Due dei fratelli maggiori di Harry, Caleb e John Yount, si trasferirono anche loro nella Napa Valley alcuni anni dopo.

## Biografia

### Data e luogo di nascita
Ci sono numerosi resoconti contraddittori sul luogo e sulla data di nascita di Harry Yount. Ernest Ingersoll scrisse che era nato nella Contea di Susquehanna (Pennsylvania), e il 1847 e il 1837 sono stati menzionati come anni di nascita da vari scrittori. Tuttavia, ricerche condotte dal dipendente del Servizio dei Parchi nazionali William R. Supernaugh trovarono i registri del Censimento degli Stati Uniti del 1840, i documenti di arruolamento militare di Yount e la pratica della sua pensione dell'Esercito, che mostrano tutti che era nato il 18 marzo 1839. Tutte queste registrazioni mostrano anche che il suo nome legale era Henry S. Yount.
Sebbene il suo luogo di nascita non sia documentato in modo definitivo, è estremamente probabile che sia nato ad Harmony Township, Contea di Washington (Missouri), perché il censimento del 1840 mostra che suo padre viveva là con un figlio neonato. Egli era il decimo figlio nato da suo padre, che aveva 44 anni al momento della sua nascita. Henry fu registrato con un'età di 11 anni nel censimento del 1850. Harmony Township è un'area rurale a circa 75 miglia a sudovest di St. Louis.

### Servizio militare nella Guerra di Secessione

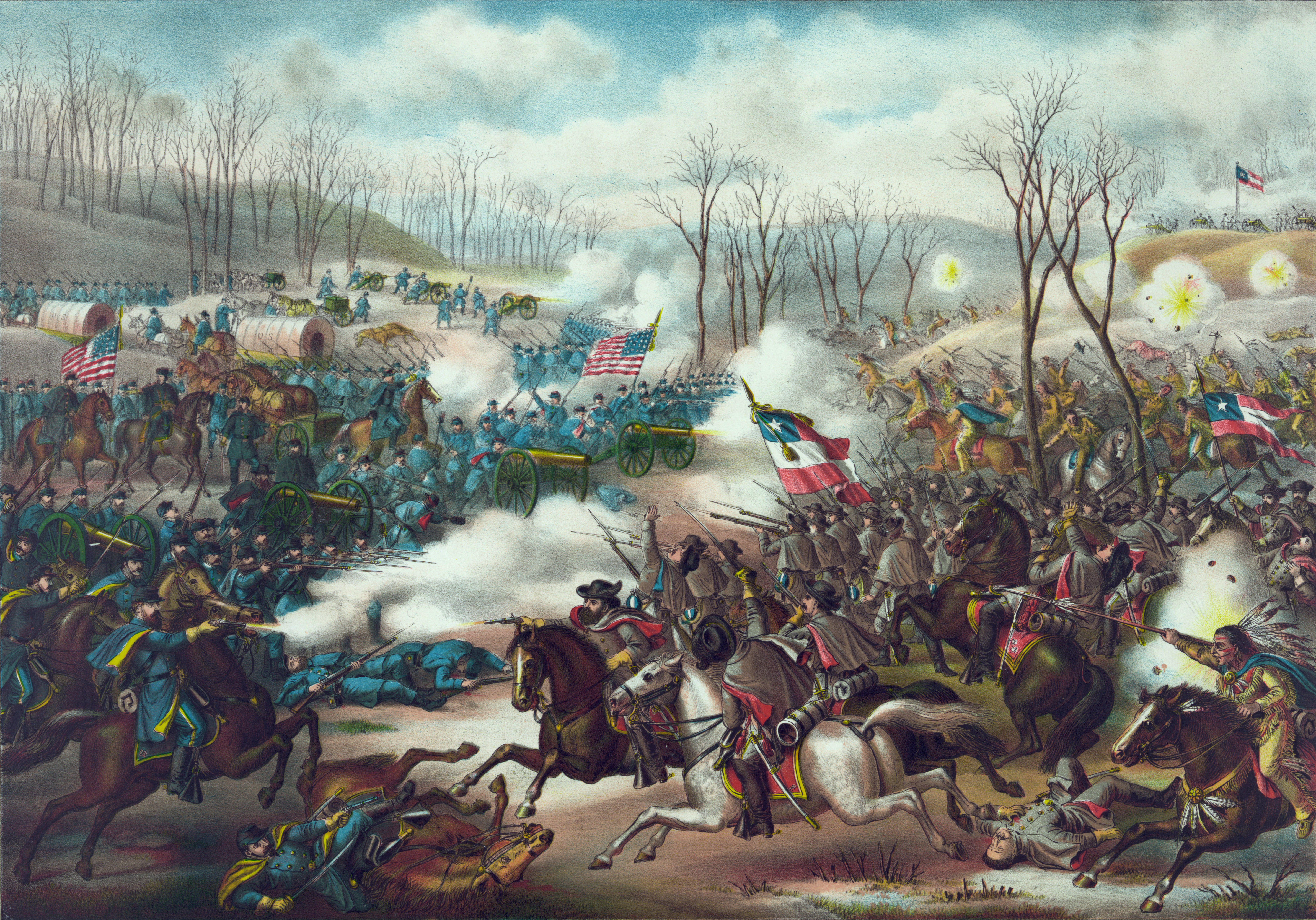
La Battaglia di Pea Ridge, dove Yount fu preso prigioniero nel 1862

Yount si arruolò nell'Esercito dell'Unione per un periodo di sei mesi il 9 novembre 1861. Prestò servizio nella Compagnia F del Reggimento di Phelps della Fanteria del Missouri. Fu ferito alla gamba in una scaramuccia appena prima della Battaglia di Pea Ridge in Arkansas, e fu preso prigioniero dai Confederati. Da prigioniero, fu fatto marciare per oltre 90 miglia fino a Fort Smith a piedi nudi su strade fredde, bagnate, e fu tenuto là come prigioniero di guerra per 28 giorni, quando fu rilasciato in uno scambio di prigionieri. Fu congedato nel maggio 1862.
Yount si riarruolò nell'Esercito dell'Unione a Lebanon (Missouri) il 9 agosto 1862, prestò servizio come soldato semplice nella Compagnia H dell'8º Reggimento della Cavalleria Volontari del Missouri, un'unità coinvolta in 11 azioni durante il servizio di Yount. Il 14 aprile 1863, fu promosso caporale. Il 9 dicembre 1863, ottenne la promozione a sergente e il 13 giugno 1864 quella a sergente furiere di compagnia. Fu congedato a Little Rock (Arkansas) il 20 luglio 1865, dopo la fine della guerra.
Dopo la guerra, Yount si fidanzò con Estella Braun, una dipendente della Western Union a Detroit (Michigan). Prima che il loro matrimonio potesse avere luogo, ella rimase uccisa in un incidente ferroviario. Yount non si sposò mai.
In conseguenza della sua ferita e della marcia a piedi nudi durante la prigionia, Yount sviluppò i reumatismi in entrambe le gambe. Quando nel 1890 fu approvata la Legge sulle pensioni d'invalidità e di dipendenza (Dependent and Disability Pension Act), acquisì diritto a una pensione mensile d'invalidità parziale di 6,00 dollari nel 1892, che fu innalzata a 12,00 dollari al mese nel 1900 e a 25,00 nel 1912. Era ancora un membro attivo del Grande Esercito della Repubblica (Grand Army of the Republic), l'organizzazione postbellica dei veterani dell'Esercito dell'Unione.

### Cacciatore e trapper

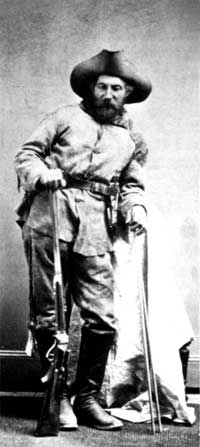
Harry Yount circa 1873

Dopo la fine della Guerra di secessione, Harry Yount si recò a Fort Kearny, situato lungo la Pista dell'Oregon in Nebraska. Là, fu ingaggiato come conducente di carri di buoi, che trasportavano rifornimenti lungo la Pista Bozeman tra Fort Laramie nell'odierno Wyoming e Fort C. F. Smith nell'odierno Montana. In quegli anni in questa regione era in corso un conflitto con i Nativi americani, e Yount combatté parecchie volte contro i guerrieri Cheyenne e sioux mentre era sulla pista. In uno scontro, il suo carro di buoi fu molestato per quattro giorni da un gruppo di guerrieri sioux, finché non fu costretto a sparare con la sua carabina contro un guerriero, colpendo e probabilmente uccidendo il suo cavallo. Supernaugh commenta che Yount credeva che gli Indiani lo avrebbero ucciso se avessero potuto. Tuttavia, non "incolpava gli Indiani per difendere quello che originariamente era il loro paese".
Yount lavorò anche come cacciatore di bisonti durante questo periodo. Vendeva lingue di bisonte ai turisti a Cheyenne per 1 dollaro l'una. Egli credeva che "fosse un peccato sterminare i bisonti, che erano qui in numeri immensi, ma era il solo modo per sbarazzarsi degli Indiani, poiché il bisonte era la loro principale fonte di sostentamento".
La Smithsonian Institution ingaggiò i servigi di Yount per raccogliere campioni di animali per l'esposizione di tassidermia nei primi anni 1870. Poiché aveva successo in questo primo incarico, Spencer F. Baird della Smithsonian conservò i suoi servigi nel 1875 per raccogliere campioni di molte spezie di mammiferi delle Montagne Rocciose. È probabile che molti di questi campioni siano stati esposti all'Esposizione del Centenario a Filadelfia nel 1876, perché le foto delle sale dell'esposizione mostrano questo tipo di cimelio. Durante quegli anni, Yount ottenne qualche successo anche come cercatore.
Nel 1877, tre anni prima di essere assunto a Yellowstone, Yount fu il soggetto del profilo di una rivista scritto da Ernest Ingersoll e pubblicato nell'Appletons' Journal di New York. Ingersoll descrisse l'esperienza di Yount come cacciatore, compresa una storia che una volta uccise 70 antilocapre in un giorno in una gara con un altro cacciatore, ma che si vergognò dell'impresa perché "andava contro il suo cuore uccidere così tante creature innocenti solo per la gloria". Yount avrebbe riempito un carro pieno di selvaggina appena uccisa, e poi venduto la carne in città come Laramie e Cheyenne.
Ingersoll descrisse Yount come alquanto attento riguardo al suo aspetto fisico, commentando che "la sua cintura, fondina, fodero del coltello, briglia e sella sono tutte accese di uno scintillio barbarico". Yount pagava una donna shoshone per decorare la sua giacca di pelle scamosciata, "una meraviglia di decorazioni di pelle e intricati ricami di perline".
Ingersoll scrisse che Yount era "per natura un gentiluomo, e sotto la sua corporatura muscolosa e la sua forza instancabile, c'è un cuore tenero come quello di una fanciulla, che odia la crudeltà che la sua professione inevitabilmente causa. Il suo occhio è aperto a ogni stupenda caratteristica del grandioso mondo in cui vive; il suo cuore è sensibile a tutte le dolci influenze dell'originale natura selvaggia".
Ingersoll descrisse Harry Yount anche nel suo libro del 1883, Bazzicando le Montagne Rocciose (Knocking 'Round the Rockies), in un aggiornamento basato sul suo articolo della rivista del 1877.

### Guida per il Rilevamento geologico Hayden

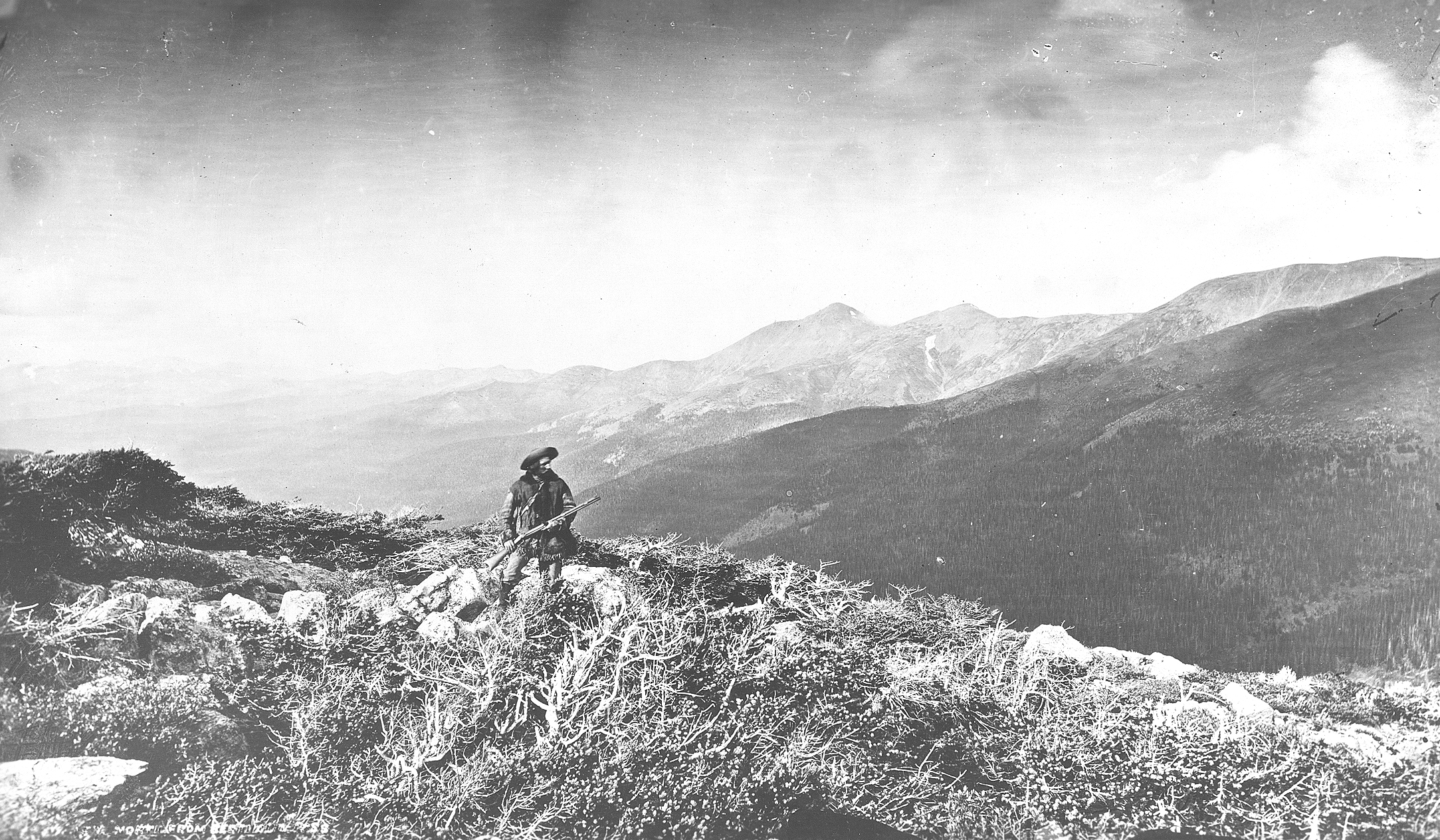
Harry Yount in cima al Berthoud Pass nelle Montagne Rocciose del Colorado

Nel 1872 o 1873, Yount fu ingaggiato come stagionale per fare da guida e badare ai cavalli da trasporto e da soma per le spedizioni di rilevamento geologico guidate da Ferdinand Vandeveer Hayden, finanziate dal Dipartimento degli Interni per mappare vaste regioni delle Montagne Rocciose. Hayden era stato uno dei principali sostenitori della creazione del Parco nazionale di Yellowstone. Il presidente Ulysses S. Grant firmò la legge che istituiva il parco il 1º marzo 1872.
Nel corso degli anni 1870, Yount lavorò ogni estate per le spedizioni di Hayden per sette anni, in quelli che sono ora gli Stati del Nuovo Messico, dell'Arizona, dello Utah, del Wyoming e del Colorado. La spedizione fece il rilevamento a Yellowstone nel 1878. Ogni inverno durante quegli anni, soleva cacciare e mettere trappole nella catena dei Monti Laramie nel Wyoming.
La spedizione di Hayden del 1878 includeva l'alpinista britannico James Eccles e la guida alpina svizzera preferita di quest'ultimo, Michel Payot di Chamonix. Eccles voleva tentare un'ascensione del Grand Teton. Yount fece da guida a un gruppo di quattro uomini che comprendeva Eccles, Payot e il cartografo A.D. Wilson. Eccles e Payot furono sfortunatamente trattenuti dalla scomparsa di due muli che trasportavano la loro attrezzatura, e non poterono quindi accompagnare Wilson e Yount sulle parti più alte della montagna. A causa del ritardo e dell'assenza di scalatori alpini esperti, Yount e Wilson dovettero tornare indietro a meno di un chilometro dalla vetta, presso uno sperone chiamato "Il Recinto" (The Enclosure). Durante la scalata, Yount cadde e "scivolò sul ghiaccio traditore della superficie, cadendo in basso e scivolando vicino a un profondo abisso nel ghiacciaio, dove un grande torrente di acqua scendeva dalla scarpata sovrastante. La presa che i suoi pantaloni di pelle scamosciata mantennero sul ghiaccio fu la sola cosa che gli impedì di essere trascinato giù nelle insondabili profondità del grande crepaccio".
La prima ascensione incontestata del Grand Teton ebbe luogo 20 anni più tardi, nel 1898.
Il Rilevamento Hayden fu uno dei vari progetti di rilevamento regionale che furono unificati per dare vita all'agenzia per il rilevamento geologico degli Stati Uniti, lo United States Geological Survey, nel 1879.

### Guardacaccia nel Parco nazionale di Yellowstone
Yount fu assunto come primo guardacaccia per il Parco nazionale di Yellowstone nel 1880, con uno stipendio di 1.000 dollari all'anno, quando l'intero bilancio del parco era di appena 15.000 dollari all'anno. Fu nominato da Carl Schurz, Segretario degli Interni ed ex generale dell'Esercito dell'Unione, il 21 giugno 1880 e si presentò a rapporto per il servizio a Yellowstone il 6 luglio. Il suo supervisore era Philetus Norris, il secondo sovrintendente del parco. Poco dopo essere arrivato, Yount scortò Carl Schurz e i suoi compagni in un giro del parco, e poi condusse una rilevazione della fauna e della flora del parco. Yount cominciò a costruire un campo invernale alla congiunzione della Biforcazione Orientale del fiume Yellowstone (ora nota come Lamar River), e la Soda Butte Valley. Scelse questa localizzazione perché gli permetteva di proteggere le mandrie dei bisonti e degli alci dai bracconieri.
Yount presentò il suo primo "Rapporto di guardacaccia" il 25 novembre 1880, che fu incluso nell'Appendice A al rapporto annuale del Segretario degli Interni. Il suo rapporto descriveva le sue attività a partire da quando era stato assunto, e concludeva che la protezione del parco "non può essere fatta da nessun uomo da solo". Egli raccomandava:
Nel suo rapporto del 30 settembre 1881, Yount descriveva come aveva trascorso l'amaro inverno del 1880-1881, e i suoi sforzi per impedire il bracconaggio da parte dei turisti e degli Indiani, mentre si impegnava in quella che considerava una limitata e ragionevole caccia per procurare cibo al personale del parco. Descriveva l'ambiente e le abitudini dei grandi mammiferi di Yellowstone. Esprimeva altresì rammarico per "la sfortunata rottura del mio termometro quando non poteva essere sostituito" ma presentava un riassunto delle condizioni meteorologiche dell'inverno precedente. In questo rapporto, Yount si dimetteva dal suo incarico "per riprendere iniziative private che richiedono ora la mia personale attenzione", e concludeva con una chiara raccomandazione:
Ci sono indicazioni che Yount ebbe una divergenza di opinione con il sovrintendente del parco Philetus Norris, che voleva che trascorresse una parte maggiore del suo tempo costruendo strade per la comodità dei turisti. Yount preferiva concentrarsi sulla protezione della selvaggina.

### Primo ranger dei parchi nazionali
Sebbene il titolo ufficiale del lavoro di Harry Yount fosse "guardacaccia" piuttosto che "ranger del parco", e sebbene avesse lavorato nel Parco nazionale di Yellowstone solo per 14 mesi, i suoi due rapporti annuali ebbero un impatto durevole sull'amministrazione dei parchi nazionali negli Stati Uniti. Egli è "saldamente posizionato nella leggenda e nella cultura" del Servizio dei parchi nazionali, ed è considerato una figura di "proporzioni storiche".
In un libro pubblicato nel 1928, Horace Albright, che diventò in seguito il secondo direttore del Servizio dei parchi nazionali, scrisse che:
"Harry Yount evidenziò in un rapporto che era impossibile per un uomo solo pattugliare il parco. Egli sollecitò la formazione di una forza di ranger. Perciò a Harry Yount è attribuito il merito di essere il padre del servizio dei ranger, nonché il primo ranger dei parchi nazionali."
Stephen Mather, il primo direttore del Servizio dei parchi nazionali, scrisse la prefazione a questo libro, aggiungendo in tal modo la sua approvazione al ruolo di Harry Yount nella storia dei parchi nazionali degli Stati Uniti.

### Colono e cercatore
Dopo essersi dimesso dal suo lavoro a Yellowstone, Yount visse per un periodo in una comunità chiamata Uva nella Contea di Laramie (Wyoming). Divenne assegnatario di un appezzamento di terreno del governo (homestead) nella zona nel 1887, ma la sua concessione fu venduta in una vendita giudiziale nel 1892. Trascorse quasi 40 anni facendo il cercatore di metalli nei Monti Laramie, e sfruttò concessioni di rame e grafite. Si stabilì a Wheatland (Wyoming), e lavorò sullo sfruttamento di una concessione di marmo ad ovest di là. Molto tempo dopo la sua morte, negli anni 1970, questa concessione entrò finalmente in produzione. Forniva marmo polverizzato da utilizzare nell'architettura del paesaggio e negli acquari.

### Morte
Yount fu coinvolto attivamente nell'attività di cercatore fino al giorno prima della sua morte, quando aveva cercato un passaggio per ispezionare un possibile deposito d'oro. Il 16 maggio 1924 passeggiava nel centro di Wheatland, come era sua abitudine quotidiana, quando ebbe un mancamento e morì per un attacco cardiaco vicino a una chiesa luterana.
Fu sepolto nel Lakeview Cemetery a Cheyenne, dove la sua lapide recita: "Q.M. SGT HARRY S. YOUNT CO.H 8 MO. CAV."

## Eredità

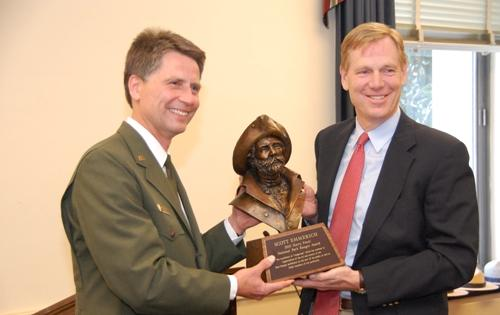
Scott Emmerich riceve il Premio Harry Yount 2010 da Will Shafroth

Lo Younts Peak (12.156 piedi o 1.129 metri), situato nella Catena Absaroka presso le sorgenti del fiume Yellowstone, prende il nome da Harry Yount. Il nome del picco fu conferito dal Rilevamento geologico Hayden.
A Harry Yount è "attribuito il merito di aver fissato i criteri di prestazione e di servizio mediante i quali il pubblico è arrivato a giudicare i ranger di oggi".
Nel 1994, il Servizio dei parchi nazionali istituì il Premio Harry Yount (Harry Yount Award) assegnato annualmente a un dipendente la cui "influenza complessiva, serie di risultati ed eccellenza nei doveri tradizionali del ranger hanno creato un apprezzamento per la professione di ranger dei parchi". Questo premio è assegnato sia a livello nazionale che regionale.
Nel 2011, il numero 611 di Tex (I trappers di Yellowstone) lo inserisce in una storia originale ambientata ai tempi della fondazione del parco di Yellowstone.